# UCI Kinoplex
A UCI Kinoplex é uma empresa do ramo de exibição cinematográfica, formada por meio de um empreendimento conjunto entre o Grupo Severiano Ribeiro e a UCI Cinemas, ambas sediados na cidade do Rio de Janeiro. Atua em cinco cidades de cinco Estados das regiões Nordeste e Sudeste do país, detendo oito complexos de cinema, num total de 64 salas, média de 8,00 salas por complexo. Suas 14 311 poltronas perfazem uma média de 223,61 assentos por sala.
Seus complexos apresentam as maiores médias de público do cinema brasileiro e o mais frequentado deles, o UCI Kinoplex Norte Shopping, instalado na cidade do Rio de Janeiro, vem disputando o segundo lugar entre os maiores cinemas do país, no critério público, com o UCI Orient Shopping da Bahia, localizado na cidade do Salvador. É também líder de público e de salas na cidade de Recife, desde a sua chegada até os dias atuais.

## História

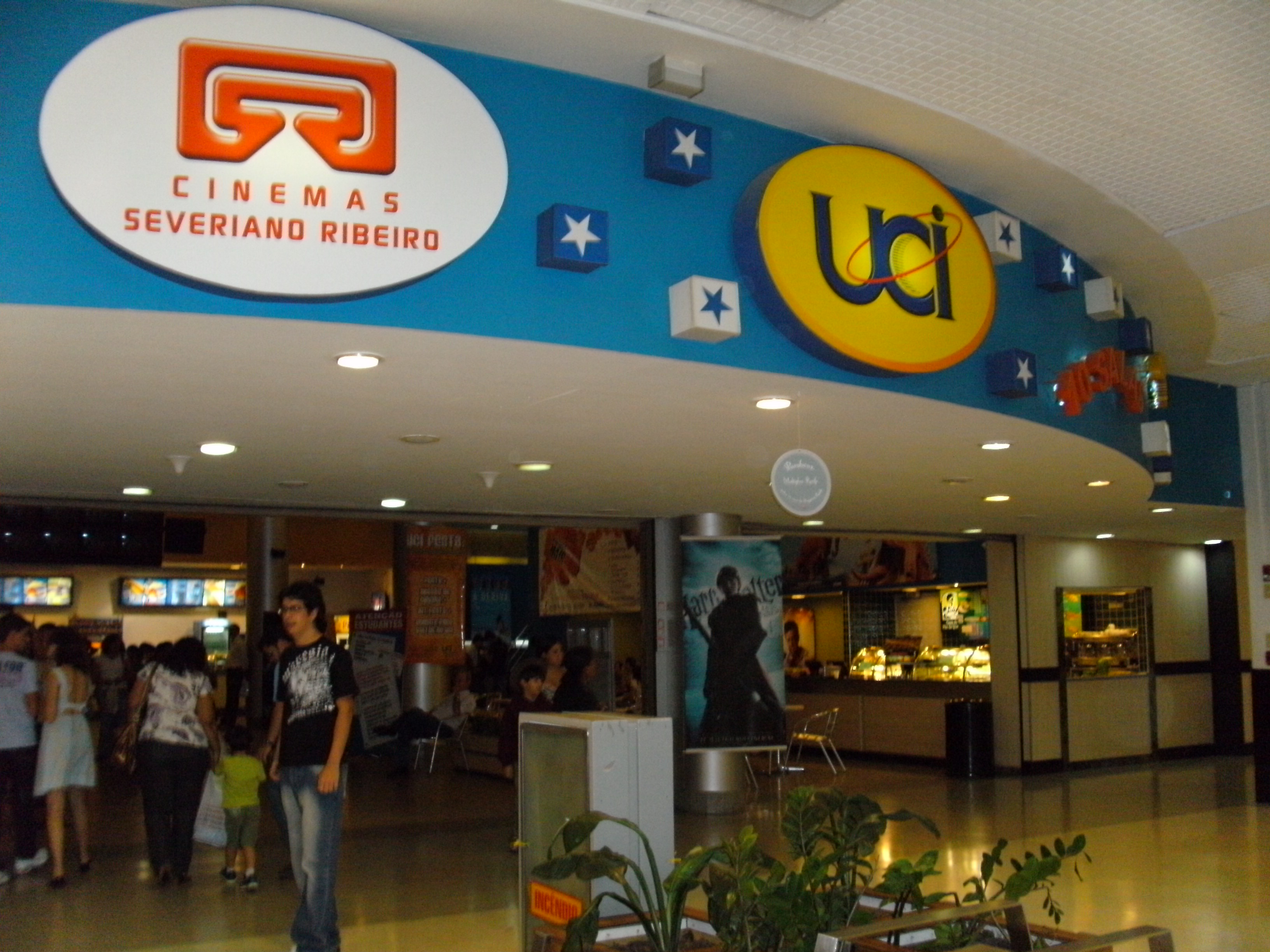
Complexo UCI Severiano Ribeiro do Shopping Recife, exibindo as antigas marcas do empreendimento conjunto, em fotografia de julho de 2009

A parceria entre os dois grupos exibidores se deu em agosto de 1995, dois anos antes da implantação do primeiro complexo de multiplex do Brasil. Àquela época os complexos de múltiplas salas ainda eram pouco conhecidos, sendo conhecidos também pelo nome de “Cineplex”.
Confirmada a parceria, a rede principiou a prospecção em diversos cidades do país, como São Paulo e Rio de Janeiro, objetivando identificar áreas adequadas à construção de novos complexos de cinema. Havia a projeção de investimentos da ordem de U$$ 60 milhões e meta de construção de 10 complexos até o ano de 2000, sendo que o local escolhido para instalação do primeiro multiplex foi o Shopping Recife, que teria 12 salas e previsão de inauguração para abril de 1997. Esse complexo seria aberto ao público em 17 de agosto de 1998, dispondo de 10 salas e seria o primeiro da capital pernambucana e segundo da Nordeste. A primeira marca utilizada pela empresa foi a UCI Severiano Ribeiro.
Um mês após a abertura do primeiro cinema, outro complexo foi inaugurado na cidade do Recife, desta vez no Shopping Tacaruna e detendo oito salas. A cidade de Fortaleza receberia o seu primeiro multiplex também pela UCI Kinoplex, desta vez no Shopping Iguatemi daquela cidade, que foi contemplado com 12 salas e teve sua inauguração em 25 de julho de 2003. Já a capital do Rio de Janeiro receberia um cinema da rede somente quatro anos depois, que seria instalado no Norte Shopping daquela cidade e detendo 10 salas. Este complexo teve um notável crescimento de público nos anos seguintes, disputando as três primeiras colocações na preferência do público brasileiro com o UCI New York City Center, da rede UCI Cinemas, e com o UCI Orient Shopping da Bahia, da rede UCI Orient. Graças à esta rápida expansão, entrou para o grupo das cinco maiores redes do Brasil ainda em 2008.

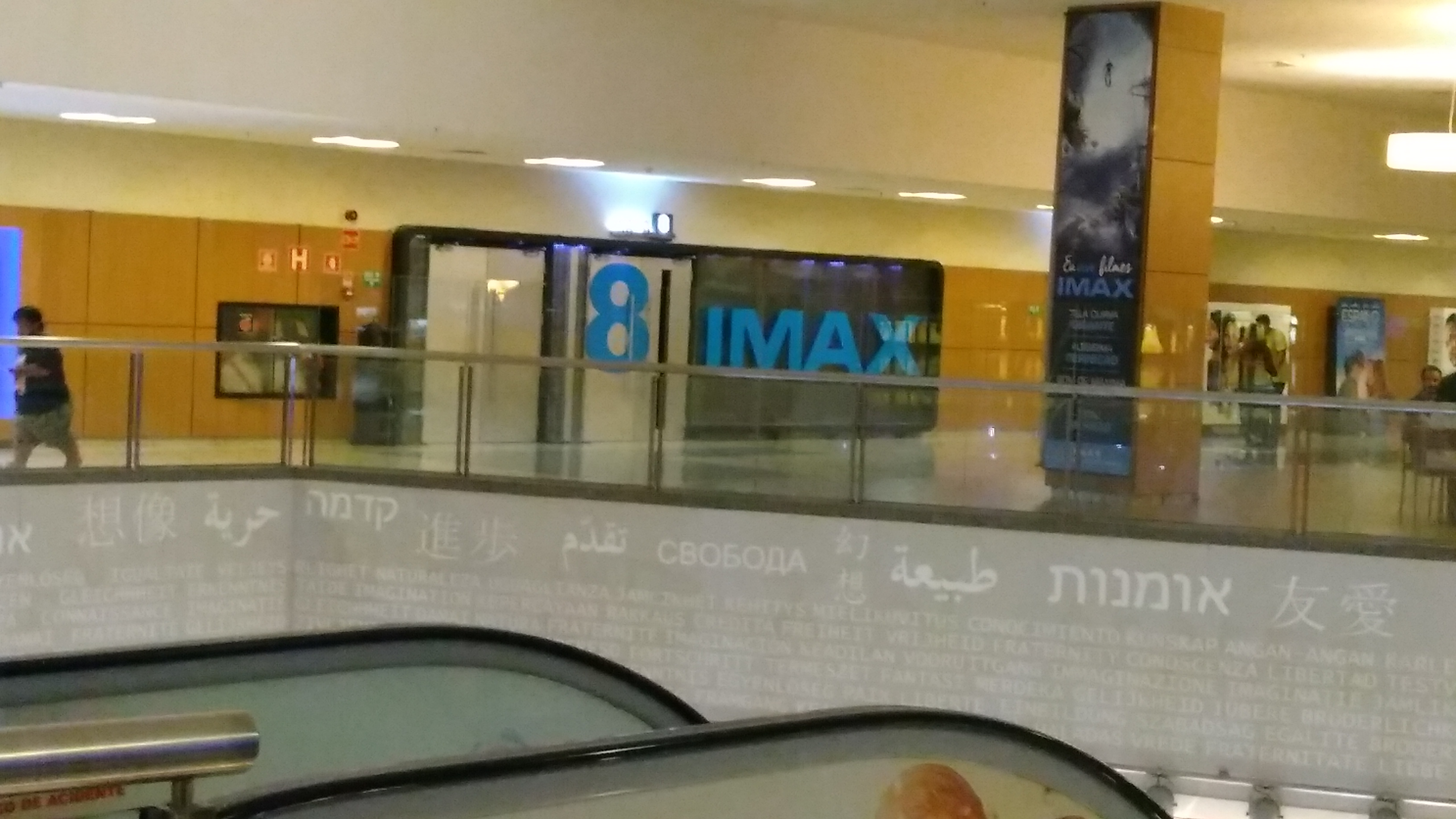
Vista da entrada da Sala IMAX do UCI Kinoplex Iguatemi Fortaleza

O parque exibidor da UCI Kinoplex se consolidaria com a abertura do UCI Kinoplex Independência, instalado no Shopping Independência de Juiz de Fora em 19 de maio de 2008, do UCI Kinoplex Plaza Casa Forte, o terceiro a funcionar na cidade do Recife e disponibilizado ao público em 29 de agosto de 2008, do UCI Kinoplex Shopping da Ilha, instalado em 25 de maio de 2013 na capital maranhense, e por fim do UCI Kinoplex de Lux em 4 de abril de 2014 – o primeiro complexo de luxo e detentor de sala IMAX do Estado de Pernambuco, instalado no mesmo Shopping Recife onde começara sua trajetória pelo país.
Em 2008, foi estabelecida uma parceria entre o Banco Itaú e os exibidores UCI Cinemas, UCI Kinoplex e UCI Orient com o fito de conceder desconto de 50% nos ingressos aos portadores dos cartões de crédito e débito daquela instituição financeira.

## Modernização e rankings

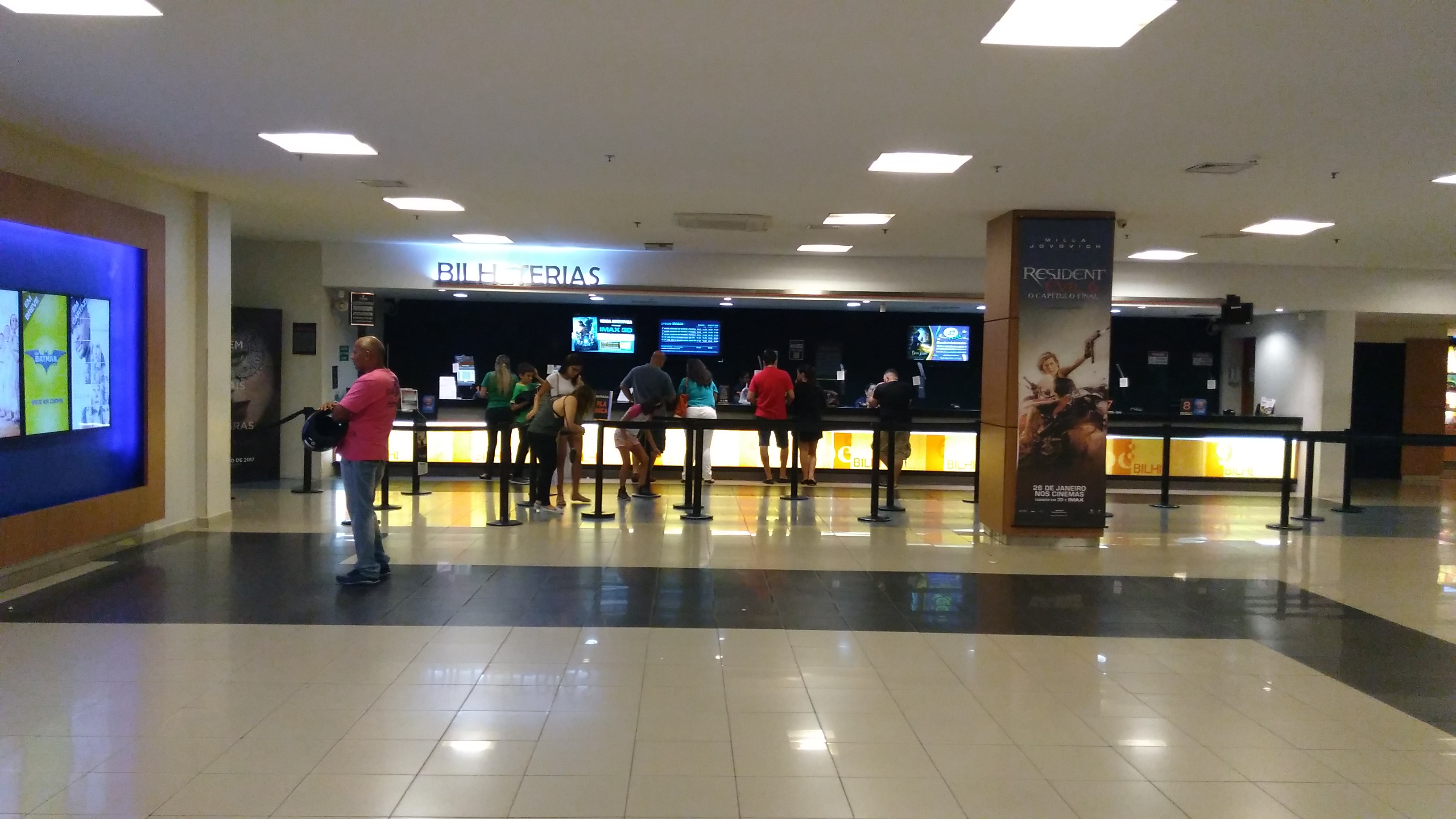
Vista da bilheteria do UCI Kinoplex Iguatemi Fortaleza

Os complexos da rede encontram-se completamente digitalizados, não havendo mais exibição regular de películas no suporte de 35mm. Possui também duas salas no formato IMAX, sendo uma delas na cidade de Fortaleza e outra na cidade de Recife, onde detém um complexo especial de quatro salas, sendo três salas no formato DeLux e a quarta de projeção IMAX. Em 2014, foi a segunda rede brasileira que mais vendeu ingressos para filmes do cinema cinema nacional, com 958 687 espectadores, que constitui 16,9% de todo o público da rede naquele ano, de acordo com relatório do Observatório do Cinema e Audiovisual da Agência Nacional do Cinema. Naquela ocasião, foi a 10.ª maior rede de cinemas por número de salas.  Em 2015, foi a ocupou  a 11.ª posição neste ranking.    
Desde sua implantação que a rede assumiu a liderança de público, especialmente no estado de Pernambuco, onde passou a dominar o mercado da sua capital.  O complexo mais frequentado de toda a rede, o UCI Kinoplex Norte Shopping do Rio de Janeiro, deteve em 2014 o título de segundo maior público em todo o Brasil, com 1 403 569 ingressos vendidos, figurando na terceira maior média de público por sala, da ordem de 140 356 frequentadores. Em 2015, alguns de seus complexos costumam figurar entre os maiores da região Nordeste e do Brasil por público, como o UCI Kinoplex Iguatemi Fortaleza (1 019 203 espectadores, 3o. lugar) e UCI Kinoplex Shopping Recife (897 462 espectadores, 5o. lugar).

## Público

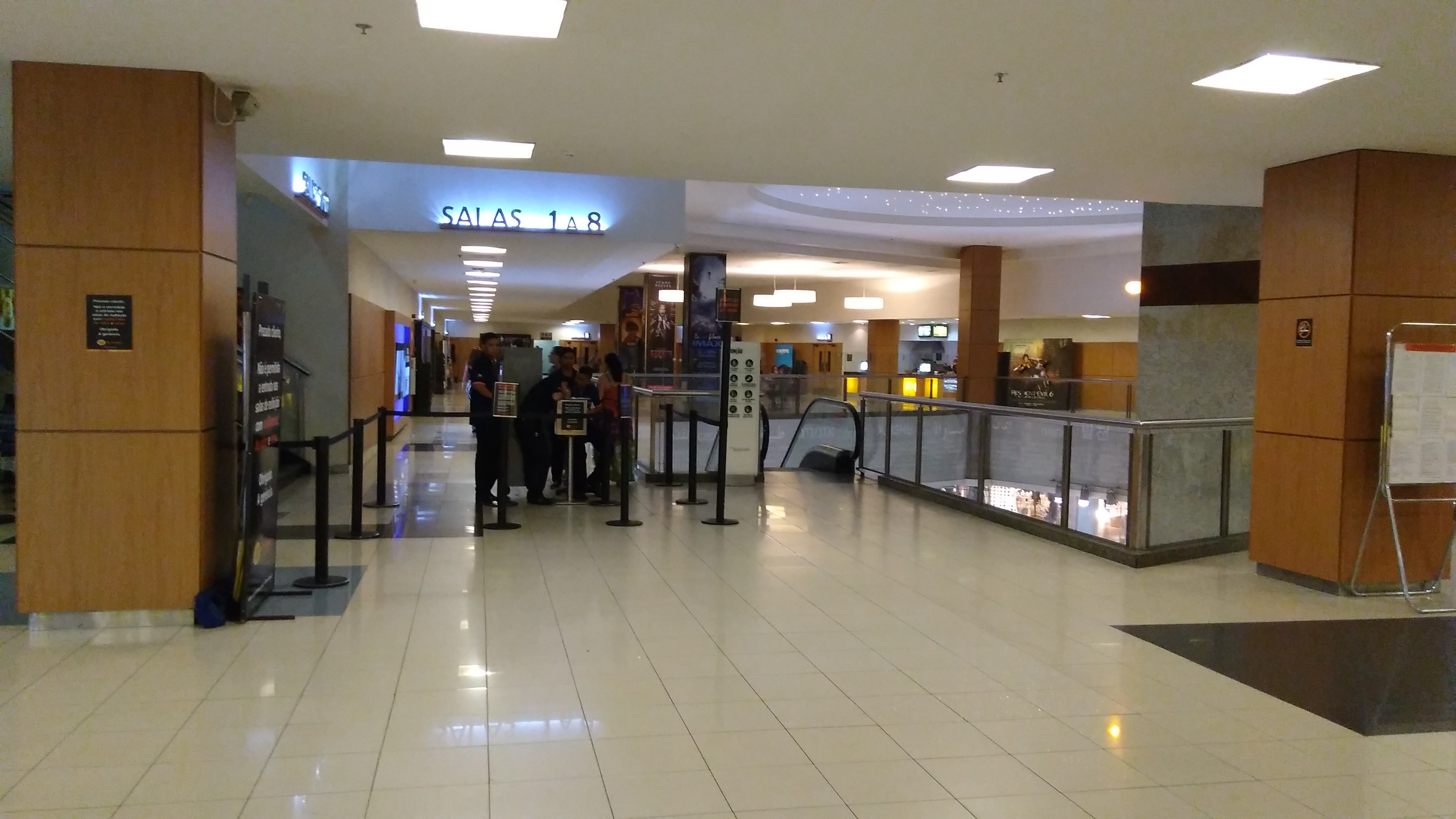
Vista do foyer do UCI Kinoplex Iguatemi Fortaleza

Abaixo, a tabela de público e sua evolução de 2008 até 2019, considerando o somatório de todas as suas salas a cada ano. A variação mencionada se refere à comparação com os números do ano imediatamente anterior, onde é possível perceber um crescimento de 100,55% no período analisado, mesmo com a redução do market share.
Os dados foram extraídos do banco de dados Box Office do portal de cinema Filme B, sendo que os números de 2014 e 2015 tem como origem o Database Brasil. Já os dados de 2016 em diante procedem do Relatório "Informe Anual Distribuição em Salas Detalhado", do Observatório Brasileiro do Cinema e do Audiovisual (OCA) da ANCINE.
| Ano  | Público total | Ranking no país | Market Share | Variação |
| ---- | ------------- | --------------- | ------------ | -------- |
| 2008 | 3 338 758     | 5.º             | 3,90%        | ano-base |
| 2009 | 4 691 896     | 5.º             | 4,15%        | 40,53%   |
| 2010 | 5 471 678     | 6.º             | 4,05%        | 16,62%   |
| 2011 | 5 992 220     | 6.º             | 4,23%        | 9,51%    |
| 2012 | 6 070 316     | 7.º             | 4,08%        | 1,30%    |
| 2013 | 5 806 924     | 7.º             | 3,84%        | 4,34%    |
| 2014 | 5 686 595     | 8.º             | 3,63%        | 2,07%    |
| 2015 | 5 882 830     | 9º              | 3,45%        | 3,45%    |
| 2016 | 5 844 633     | 8º              | 3,19%        | 0,65%    |
| 2017 | 5 617 927     | 8º              | 3,14%        | 3,88%    |
| 2018 | 5 484 633     | 8º              | 3,40%        | 0,65%    |
| 2019 | 5 571 411     | 8º              | 3,16%        | 1,58%    |

## Ligações Externas
- Kinoplex
- UCI Cinemas
- UCI Kinoplex no Facebook
- UCI Kinoplex no Facebook
- UCI Kinoplex no X
- UCI Kinoplex no X